# AC Frua
O AC Frua ou AC 428 é um GT britânico construído pela AC Cars 1965-1973. Com um corpo italiano, chassis britânico, americano e grande bloco V-8 é um híbrido verdadeiro. Também é extremamente raro, com apenas 81 carros construídos no total: 49 coupés (conhecido como fastbacks), 29 conversíveis, e 3 especiais.
O Frua é muitas vezes confundido com o muito parecida Pietro Frua projetado pela Maserati. No entanto, apenas as janelas trimestre frente e puxadores das portas são compartilhados.

## Chassi

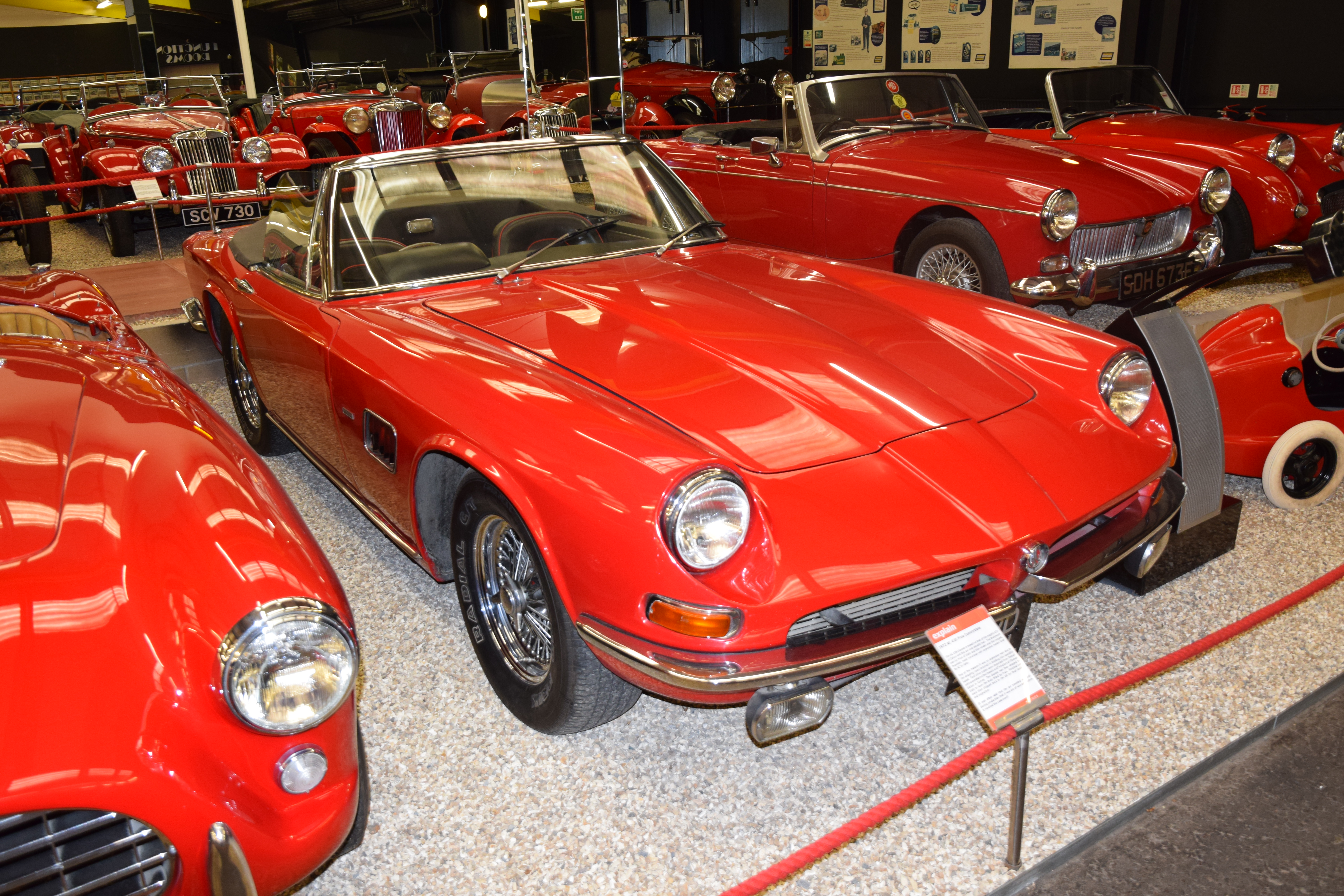
1972 AC Frua conversível

A construção do chassi foi semelhante à maioria dos supercarros italianos da época, com tubos quadrados e retangulares que liga o corpo de aço para a armação. Embora a 4 polegadas (100 mm) chassi tubular permitiu que ambas as versões coupé e conversível para ser extremamente rígida, o projeto era complexo e propenso a ferrugem. As capotas e tampas de inicialização foram fabricados em alumínio.